# Municipio de Tecate
El municipio de Tecate es uno de los siete municipios que conforman el estado de Baja California en México. Su cabecera es la ciudad de Tecate.

## Geografía
La superficie del municipio es de 2,686.9 km².

### Carreteras principales
- Carretera Federal 2
- Carretera Federal 2D
- Carretera Federal 3

### Municipios adyacentes
- Condado de San Diego, California, EE. UU. – norte
- Condado de Imperial, California, EE. UU. - noreste
- Municipio de Mexicali – este
- Municipio de Ensenada – sur
- Municipio de Tijuana – oeste

## Demografía
Según el Censo de Población y Vivienda 2020 efectuado por el Instituto Nacional de Estadística y Geografía, el municipio de Tecate tenía hasta ese año una población de 108,440 habitantes de los cuales 57,130 son hombres y 51,310 son mujeres.

### Localidades
El municipio está integrado por 406 localidades, las principales y su población son:
| Código INEGI      | Localidad           | Población (2020) |
| ----------------- | ------------------- | ---------------- |
| 020030001         | Tecate              | 81 059           |
| 020030340         | Nueva Colonia Hindú | 5 254            |
| 020031603         | Hacienda Tecate     | 2 572            |
| 020030155         | Luis Echeverría     | 2 459            |
| 020030139         | Valle de las Palmas | 1 685            |
| 020030107         | La Rumorosa         | 1 677            |
| Otras localidades | Otras localidades   | 13 734           |
| Total municipal   | Total municipal     | 108 440          |

### Pinturas Rupestres del Rancho San José
Estas pinturas se encuentran plasmadas en una gran roca granítica (5 × 6 m) y son la representación de diversas figuras humanas y animales. Destaca la figura de un hombre de aproximadamente 5 m de altura con una especie de tocado o sombrero que se asemejan a unos cuernos y con una cruz en la diestra. Este sitio se encuentra localizado cerca de la carretera Tecate - La Rumorosa.

### Sitio Arqueológico Piedras Gordas

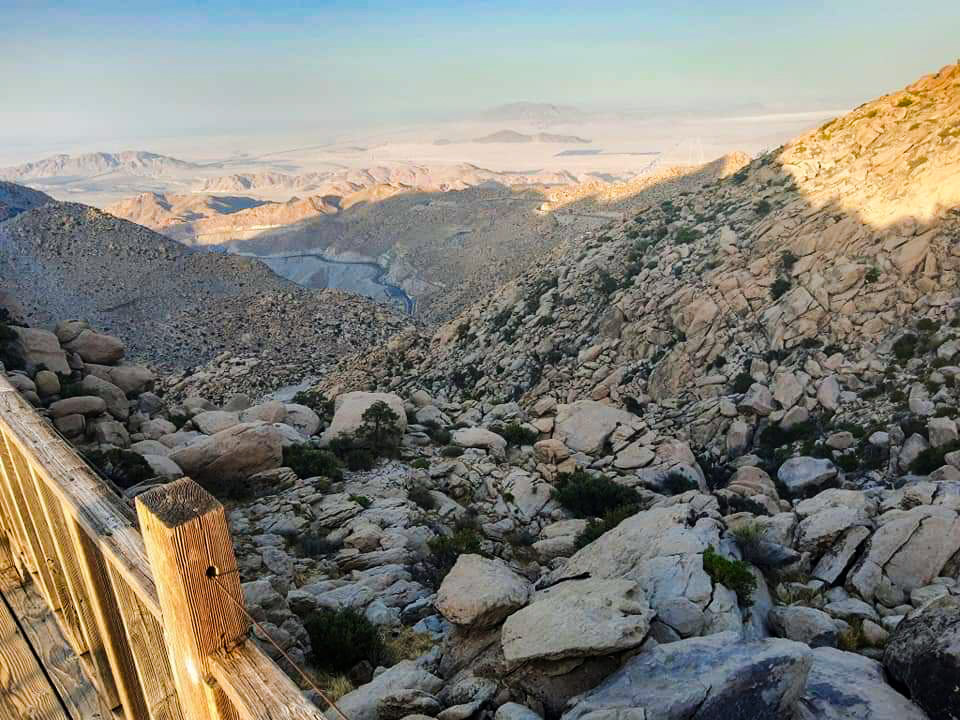
La Rumorosa

Área con pinturas rupestres sobre varias piedras graníticas. No hay resguardo ni otros servicios.

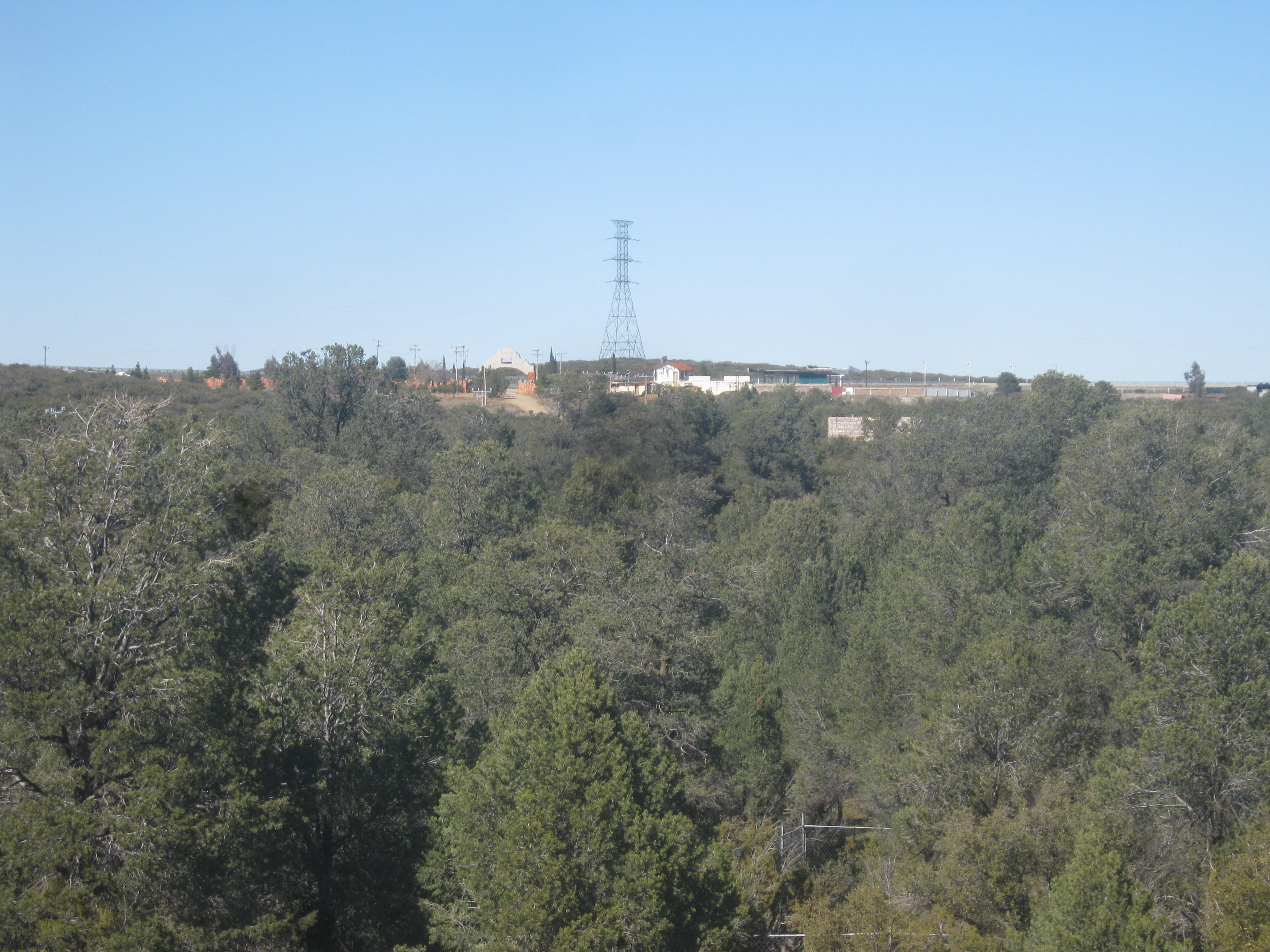
Bosque en Tecate

### Museo de Vallecitos
Se encuentra localizado en la parte noroeste de la Rumorosa, como a 5 km de la carretera libre. Así mismo existe acceso al sitio por la carretera de cuota 5 km antes de llegar al poblado de la Rumorosa. Aquí encontramos varios sitios con petroglifos y pinturas rupestres con figuras geométricas, zoomorfas y antropomorfas; así como metates elaborados por los antiguos Kumiai. En uno de estos sitios encontramos la figura del “Diablito” (observador del Sol), que es la figura de un hombre con una especie de tocado o sombrero que se asemeja a la de unos cuernos, quien señala cada 21-22 de diciembre el solsticio de Invierno. Esto es una muestra del grado de conocimiento que tenían nuestros ancestros sobre los fenómenos naturales.

### Cine

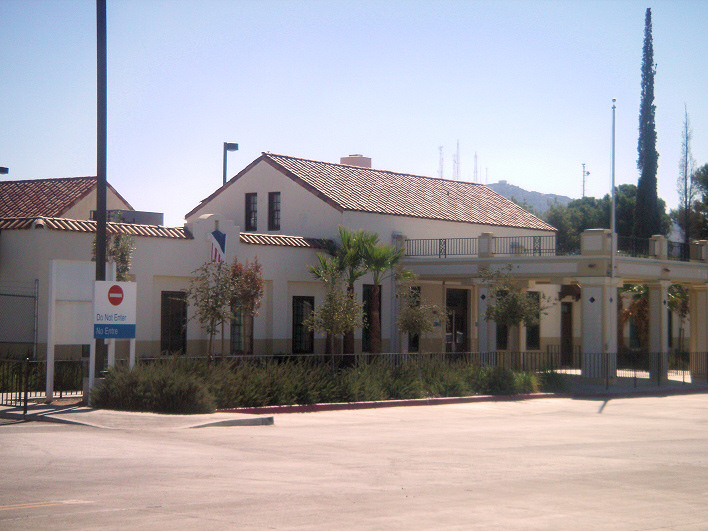
Garita Internacional de Tecate.

En 1991 llegaron unos productores de la película Muerte en Tijuana. A varias personas las invitaron a participar como extras en el largometraje.
Otra película que fue filmada en Tecate fue El moro de Cumpas. Fue filmada en 1976. Mucha gente de Tecate participó en esta película, y pues esta película se filmó en el centro de Tecate, y muestra la Iglesia de Guadalupe.
Otras filmaciones en esta ciudad son:
- Trader Horn (1931)
- Deadly Addiction (1988)
- Ozark Savage (1999)
- Boundaries (2000)
- Desert of Blood (2006)
- Criminal Xing (2007)
- The Journey (2007)
- Borderland (2006)
- Rápido y Furioso

## Deporte
Tecate cuenta con un estadio llamado "Manuel Ceceña" donde juega la Liga de Béisbol Colegial de Tecate afiliada a la Liga de Béisbol Infantil y Juvenil De La Mesa A.C. Cuenta con ligas de fútbol amateur y Softbol así como de campo y de salón, cuenta con unidades de fútbol como el campo "Los Encinos", "El Picapiedra", "Eufracio Santana" y de fútbol rápido el "Gimnasio" y el "Deportivo Noriega".

## Política

### Presidentes municipales de Tecate
| Título      | Alcalde                          | Partido político        | Partido político         | Inicio del mandato                            | Término del mandato     | Notas                                                 |
| ----------- | -------------------------------- | ----------------------- | ------------------------ | --------------------------------------------- | ----------------------- | ----------------------------------------------------- |
| 1º Alcalde  | Eufrasio Santana                 |                         |                          | 2 de marzo de 1954                            | 30 de noviembre de 1956 |                                                       |
| 2° Alcalde  | Armando Aguilar Avilés           | 1 de noviembre de 1956  | 31 de octubre de 1959    |                                               |                         |                                                       |
| 3° Alcalde  | Oscar Baylón Chacón              | 1 de noviembre de 1959  | 31 de octubre de 1962    |                                               |                         |                                                       |
| 4° Alcalde  | José Gutiérrez Durán             | 1 de noviembre de 1962  | 31 de octubre de 1965    |                                               |                         |                                                       |
| 5° Alcalde  | Arcadio Amaya Campa              | 1 de noviembre de 1965  | 31 de octubre de 1968    |                                               |                         |                                                       |
| 6° Alcalde  | Alfonso Romero Bareño            | 1 de noviembre de 1968  | 1 de octubre de 1971     |                                               |                         |                                                       |
| 7° Alcalde  | Arturo Guerra Flores             | 1 de noviembre de 1971  | 31 de octubre de 1974    |                                               |                         |                                                       |
| 8º Alcalde  | César A. Baylón Chacón           | 1 de noviembre de 1974  | 31 de octubre de 1977    |                                               |                         |                                                       |
| 9º Alcalde  | Perfecto Lara Rodríguez          | 1 de noviembre de 1977  | 31 de octubre de 1980    |                                               |                         |                                                       |
| 10º Alcalde | José Manuel Jasso Peña           | 1 de noviembre de 1980  | 31 de octubre de 1983    |                                               |                         |                                                       |
| 11º Alcalde | César Moreno Martínez de Escobar | 1 de noviembre de 1983  | 31 de octubre de 1986    |                                               |                         |                                                       |
| 12º Alcalde | Jesús Méndez Zayas               | 1 de noviembre de 1986  | 31 de octubre de 1989    |                                               |                         |                                                       |
| 13º Alcalde | Jesús Rubén Adame Lostanau       | 1 de noviembre de 1989  | 31 de octubre de 1992    |                                               |                         |                                                       |
| 14º Alcalde | Pablo Contreras Rodríguez        |                         |                          | 1 de noviembre de 1992                        | 31 de octubre de 1995   | Fue el primer alcalde de oposición en gobernar Tecate |
| 15° Alcalde | Alfredo Ferreiro Velasco         |                         |                          | 1 de noviembre de 1995                        | 31 de octubre de 1998   |                                                       |
| 16° Alcalde | Constantino León Gutiérrez       | 1 de noviembre de 1998  | 31 de octubre de 2001    |                                               |                         |                                                       |
| 17° Alcalde | Juan Vargas Rodríguez            | 1 de noviembre de 2001  | 31 de octubre de 2004    |                                               |                         |                                                       |
| 18° Alcalde | Joaquín Sandoval Millán          | 1 de noviembre de 2004  | 19 de febrero de 2007    |                                               |                         |                                                       |
| 19° Alcalde | Donaldo Peñaloza Ávila           |                         |                          | 20 de febrero de 2007                         | 31 de octubre de 2010   |                                                       |
| 20° Alcalde | Javier Urbalejo Cinco            |                         |                          | 1 de noviembre de 2010                        | 31 de octubre de 2013   |                                                       |
| 21° Alcalde | César Moreno González            | 1 de noviembre de 2013  | 31 de octubre de 2016    |                                               |                         |                                                       |
| 22° Alcalde | Nereida Fuentes González         | 1 de noviembre de 2016  | 31 de septiembre de 2019 |                                               |                         |                                                       |
| 23° Alcalde | Zulema Adams Pereyra             |                         |                          | 1 de octubre de 2019                          | 3 de abril de 2021      |                                                       |
| 23° Alcalde | Zulema Adams Pereyra             | 19 de abril de 2021     | 30 de agosto de 2021     |                                               |                         |                                                       |
| Suplente    | Alfonso Cortez Ramírez           | 3 de abril de 2021      | 19 de abril de 2021      | Regidor con funciones de presidente municipal |                         |                                                       |
| 24º Alcalde | Dora Nidia Ruiz Chávez           | 1 de septiembre de 2021 | 30 de septiembre de 2021 | Presidenta municipal interina                 |                         |                                                       |
| 25º Alcalde | Edgar Darío Benítez Ruiz         | 1 de octubre de 2021    | 30 de septiembre de 2024 |                                               |                         |                                                       |
| 26º Alcalde | Román Cota Muñoz                 | 1 de octubre de 2024    | 30 de septiembre de 2027 |                                               |                         |                                                       |